# Павлов, Кесарь Африканович
Кесарь Африканович Павлов (25 сентября 1810 — 20 июля 1881) — российский военный деятель, генерал-лейтенант артиллерии.

## Биография
Родился 25 сентября 1810 года.
В 1825 году поступил на военную службу фейерверкером артиллерийского училища.
В 1831 году произведён в прапорщики Конно-артиллерийской роты № 15, участвовал в Польском походе.
С 1844 года в чине капитана командир Технической артиллерийской школы.
С 1849 года в чине подполковника командир 8-го отделения осадного Артиллерийского парка № 2.
С 1852 года в чине подполковника командир Херсонского артиллерийского гарнизона.
С 1855 года в чине полковника Симбирский губернский воинский начальник.
В 1868 году произведён в генерал-майоры.
В 1879 году получил чин генерал-лейтенанта с зачислением по полевой пешей артиллерии и в запасные войска.
Умер 26 июня 1881 года. Похоронен в селе Соплевка Карсунского уезда.